# سان لامبرت (كيبك)
سان لامبرت، كيبك (بالإنجليزية: Saint-Lambert) هي مدينة كندية تقع في مقاطعة كيبك. تبلغ مساحة هذه المدينة 7.5539 (كم²)، ويبلغ عدد سكانها 21599 نسمة حسب إحصاء سنة 2006 م، بينما كان يسكنها 21051 نسمة في سنة 2001 م. تحتل هذه المدينة المرتبة رقم 177 بين مدن كندا حسب عدد السكان والمرتبة رقم 48 في المقاطعة. النمو سكاني في هذه المدينة يقدر بـ(2.6).

## أعلام
- ميكي ماغيري
- فيل ستيفنز
- أندريه روسو
- نيلسون غريني
- دوغلاس بينيت
- روبرت ميجر

## وصلات خارجية
- الأطلس الحكومي لكندا
- إحصاءات كندا مع ساعة تعداد السكان نسخة محفوظة 23 مارس 2008 على موقع واي باك مشين.